# Brun väglöpare
Brun väglöpare (Ophonus melletii) är en skalbaggsart som först beskrevs av Oswald Heer 1837.  Brun väglöpare ingår i släktet Ophonus, och familjen jordlöpare. Arten är reproducerande i Sverige.